# Бетмен: Білий лицар
«Бетмен: Білий лицар» (англ. «Batman: White Knight») — обмежена серія коміксів, створена Шоном Мерфі. Серія складається з восьми випусків, які публікувалися щомісяця з грудня 2017 по липень 2018 року, видавництвом DC Comics. У Білому лицарі ролі Бетмена і Джокера міняються місцями, Бетмен зображується як лиходій історії, а Джокер як герой.

## Передмова
Бетмен: Білий лицар - серія коміксів з восьми випусків, написана і проілюстрована Шоном Мерфі з кольористом у ролі Метта Голлінґсворта і сценарієм від Тодда Кляйна, опублікованим DC Comics. Серія була анонсована 7 липня 2017 року, а перший випуск був випущений у грудні того ж року. White Knight спочатку замислювався як історія з семи випусків, але після виходу першого випуску була розширена до восьми випусків. Том у м'якій обкладинці, зібрав усі вісім випусків, та був випущений 9 жовтня 2018 року. Це перший графічний роман, опублікований під знаком DC Black Label.
Основною передумовою Мерфі для White Knight була зміна ролей Бетмена і Джокера, зображуючи Джокера як героя і Бетмена як лиходія. Його мета полягала у тому, щоб зобразити більш реалістичний погляд на Ґотем-сіті, де злочин не може бути зупинено кулаком, тобто методом Бетмена. Це змусило його перетворити Джокера у політика, використовуючи інтелект і харизму персонажа, щоб завоювати народ Ґотема. DC Comics не мав проблем з ідеями, які Мерфі мав для серії, такими як зміна шкали часу в історії Бетмена. Однак, вміст для дорослих, як нагота і ненормативна лексика, які Мерфі мав намір включити - не були дозволені.
У Білому лицарі Мерфі дав Джокеру справжнє ім'я Джек Нап'єр, зворотний дзвінок до фільму «Бетмен» (1989 року) Тіма Бертона, де Джокер, якого грає Джек Ніколсон, також має це ім'я. Фільм 1989 року, як і трилогія Крістофера Нолана «Темний лицар» , також надихнула Мерфі на створення Бетмобіля у Білому лицарі. Один з підзаголовків Білого лицаря включає в себе одного з антагоністів історії, який використовує заморожувальний промінь, щоб зробити з частини Ґотем-сіті - льодовик, цей момент відсилається до фільму «Бетмен і Робін» (1997 року).

## Сюжет
Дії Бетмен: Білий лицар відбуваються в альтернативному всесвіті коміксів DC, хоча кілька спільних сюжетних арок та деталей з класики все ще враховані: перш за все, Джейсон Тодд, так само і все ще, вважається мертвим від рук Джокера. Історія слідує за Джеком Нап'єром, виправленим Джокером, який був вилікуваний від свого божевілля і тепер розглядає Бетмена як найбільшого лиходія Ґотем-сіті і нескінченного джерела кримінального циклу міста. Крім того, серія переосмислює образ Харлі Квінн у двох різних осіб: класичний дизайн - оригінальна Харлін Квінзель, та новий дизайн з Загону самогубців - настільки ж одержима, двійничка на ім'я Маріан Дрюс, яка згодом сюжету зайняла місце Квінзель.

## Реакція
Білий лицар був позитивно зустрінутий критиками. Продажі серії були значно вище очікувань: випуск #1 отримав чотири тиражі, #2 отримав три, а #3 і #4 отримали по два тиражі. За словами ComicChron, комікс часто з'являвся в якості одного з десяти найбільш продаваних коміксів протягом декількох місяців публікації.

## Продовження
У вересні 2018 року був анонсований сиквел серії, під назвою «Бетмен: Прокляття Білого лицаря» (англ. «Batman: Curse of the White Knight»). Його випуск планується влітку 2019 року.